# 双葉町 (山梨県)
双葉町（ふたばちょう）は、山梨県中部に存在した町である。町名は二村合併による願意。

## 地理
県北部、北巨摩郡の最南部に位置する。西は塩川、東は貢川によって画される。町域は南北に帯状の形態。
町域北部は茅ヶ岳（かやがたけ）山麓の南西端に属する山地・台地で、六反川や東川などの小河川が南流して釜無川へ合流する。南部は甲府盆地北西端にも属し、南西には旧塩川・釜無川氾濫原である平坦地もある。

## 歴史

### 先史・古代

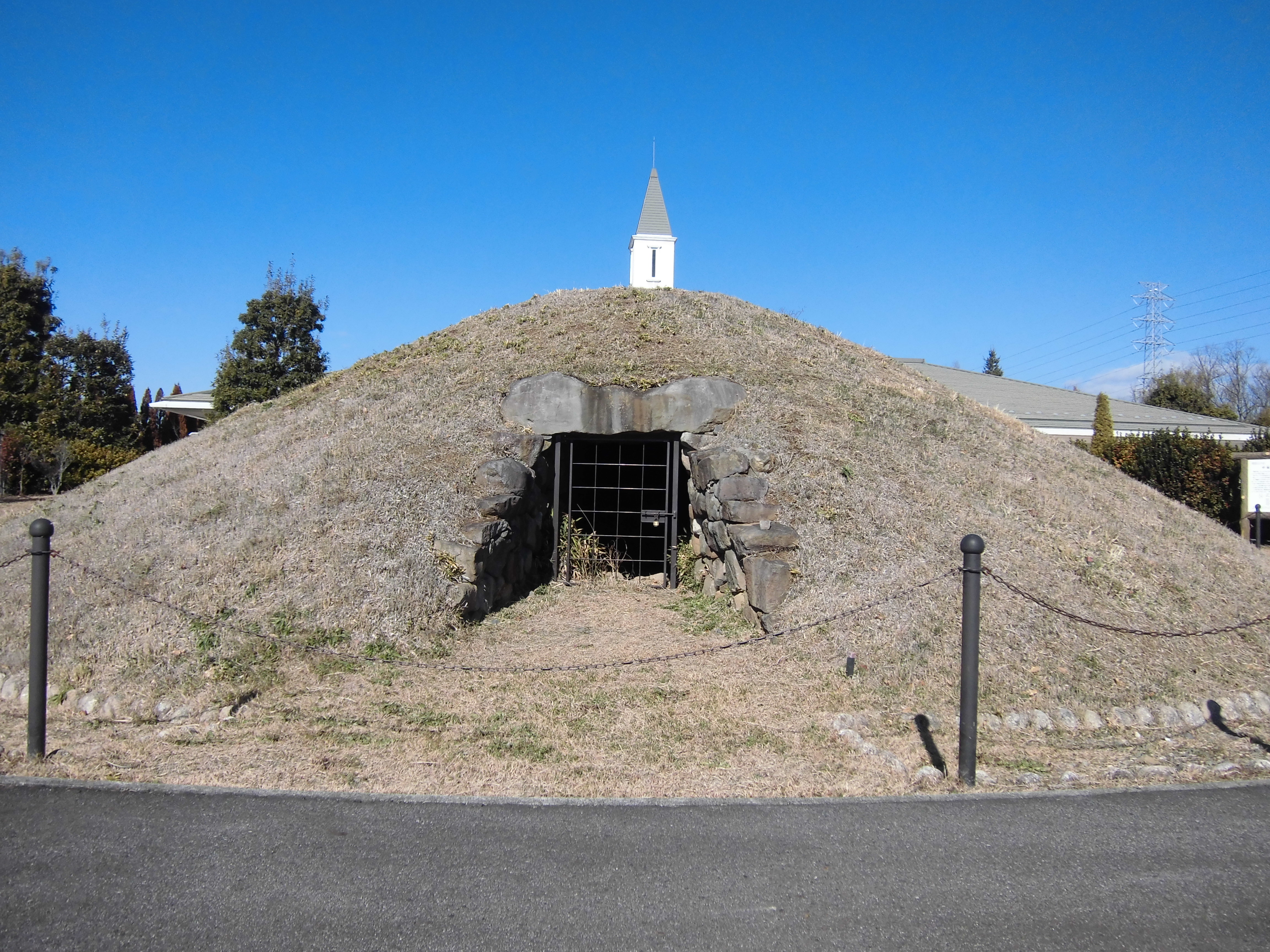
赤坂台古墳群（中秣塚古墳）

町域は茅が岳南麓の乏水地域にあたり、定住は送れていたと考えられている。考古遺跡の分布は少なく、縄文時代の住居址がわずかに見られるのみ。古墳時代前期、甲府盆地では盆地南部の曽根丘陵を中心に前期古墳が出現するが、古墳後期には盆地北西部でも後期古墳が出現し、甲府市千塚の加牟那塚古墳（かむなづかこふん）を盟主墳とする勢力や、町域南部から隣接する旧竜王町域北部にかけての赤坂台地南東斜面には赤坂台古墳群が展開している。町域には赤坂田古墳群に含まれる二ツ塚古墳が存在している。

### 中世
中世には軍道としても使われた穂坂路が南北に通過する交通の要衝地となった。
『武田三代軍記』によれば、天文7年（1538年）7月18日には、宇津谷において信濃国の諏訪氏・小笠原氏の連合軍を武田方の原加賀守が撃破したという。原加賀守は『甲陽軍鑑』に登場し、武田家の譜代家老・原昌胤の父であるという。笛吹市石和町の蓮朝寺の開祖であると伝わる。
『甲斐国志』によれば、武田信玄はそれまで原野であった竜地に新宿として竜地宿を設置し、諸役免除の代わりに軍役を課したという。さらに、竜地には信玄の弟で戦死した武田信繁や、信玄の娘である黄梅院の菩提寺も存在したが、江戸時代から明治にかけて廃寺となっている。
「武田御日坏帳二帳」によれば、武田勝頼側近の安倍宗貞は天正4年（1576年）10月18日に高野山成慶院で子息「運甫元策禅定門」の追善供養を行っている。この時「甲州宇津野屋」の地名が記載されており、これは『甲斐国志』に記される宗貞の本領であった宇津谷を指していると考えられている。宇津谷の妙善寺には宗貞の墓所が所在している。
宇津谷には窯跡があり、塩山向獄寺の大鐘や鰐口の銘文には中世における宇津谷の御用職人の存在が記されている。釜無川から採取される砂を利用した鋳物産業が栄えたという。また、富士講の富士塚、下今井の塔の越経塚などがあり、塔の越経塚からは永禄4年（1561年）銘を持つ経筒が出土している。

### 近世
近世には巨摩郡北山筋に属し、8か村が見られる。甲斐国内には御三卿領が置かれているが、巨摩郡では御三卿の一橋徳川家領10万石のうち3万石余りが設けられ、延享3年（1746年）から宇津谷村妙善寺前の郷士屋敷に陣屋が設置されていた。一橋家陣屋は宝暦3年に河原部村（韮崎市）へ移転する。
江戸時代には甲斐各地で用水堰の開削が行われるが、茅ヶ岳南麓でも堰の開削や溜池など開発が行われる。慶長17年（1617年）には隣接する巨摩郡亀沢村（旧敷島町）から荒川支流の亀沢川の流れを大垈村へ通じさせる大垈堰（おおぬたせぎ）が開削された。大垈堰の開削は寛文6年（1666年）に野村宗貞（久左衛門）が主導し、茅が岳南麓原野の立石原などの開発を目的に塩川の流れを堰き止めて貢川へ通す楯無堰が開削された。楯無堰は浅尾堰や穂坂堰とともに「甲斐三堰」と呼ばれている。
江戸時代に水腫脹満として知られた地方病 (日本住血吸虫症)の最多発地区の一つであったことから、多くの農民がこの病気に悩まされてきた。
また、甲府から韮崎へ向かう穂坂路（関屋往還）は下今井で甲州道中と合流し、街道添いの宇津谷・志田・岩森の3村には韮崎宿（韮崎市）の助郷が科せられていた。
宇津谷村の名主・有泉棔斎（ありいずみ こんさい）は俳人・教育者として知られ、宇津谷村で寺子屋を開いた。

### 近現代
1951年（昭和26年）には下今井に中央本線の塩崎駅が開業する。1959年（昭和34年）に宇津谷・志田に私立日本航空学園が開校し、昭和47年（1972年）には山梨県農業試験場が甲府から下今井へ移転する。これにより塩崎駅付近の地域は発展し、登美団地は甲府近郊の住宅地となった。戦後には養蚕業の衰退や米の減反政策、モータリゼーションの影響を受け兼業農家が増え、産業構造は変化している。

### 沿革
- 1955年（昭和30年）3月5日 - 塩崎村・登美村が合併して双葉町が発足。同時に町章を制定する。
- 1958年（昭和33年）8月10日 - 大字宇津谷の一部を韮崎市に編入[2]。
- 2004年（平成16年）9月1日 - 中巨摩郡竜王町・敷島町と合併して甲斐市が発足。同日双葉町廃止。

## 交通

### 鉄道

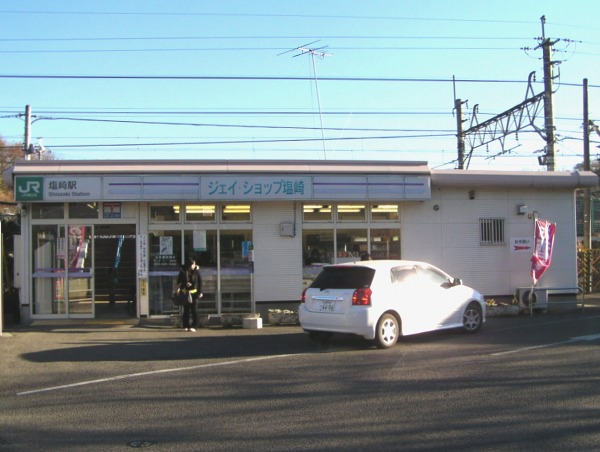
塩崎駅

- 東日本旅客鉄道
  - 中央本線:塩崎駅

### 道路
高速道路・有料道路
- 中央自動車道、中部横断自動車道:双葉JCT

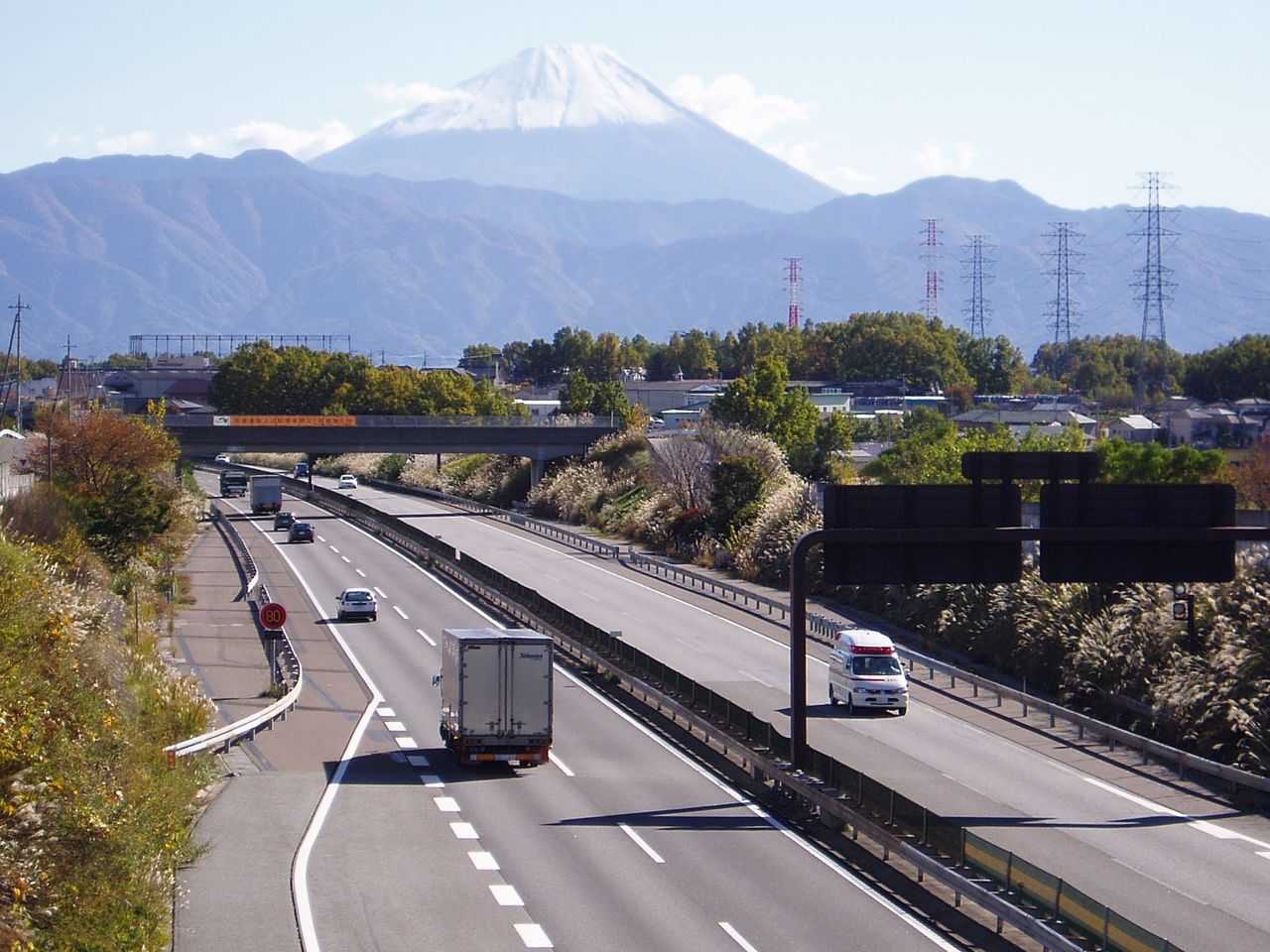
中央道

## 教育
- 双葉東小学校
- 双葉西小学校
- 双葉中学校

## 史跡・文化財
- 一橋家陣屋跡

宇津谷に所在する陣屋跡。一橋家陣屋は延亨3年（1746年）に将軍・徳川吉宗の四男である一橋宗尹（ひとつばしむねただ）が封地10万石のうち3万44石余りを甲斐国巨摩郡に与えられた際に宇津谷村に設置された陣屋。当初は宇津谷村の字田畑の臨済宗寺院・妙善寺門前に置かれた。小尾街道沿いに屋敷を持つ宇津谷村の名主・久保寺平右衛門の屋敷地の一角であったという。宝暦3年（1753年）には河原部村（韮崎市河原部）に移転される。現在は遺構として石垣が残されている。
- 文化財

龍地の楊枝梅は種子に穴の開いたアンズの植物奇形で、昭和38年9月9日県指定の天然記念物。旧竜王町との境に位置する中秣塚古墳（なかまきづかこふん）は平成8年11月7日に県指定史跡。下今井の塔之越経塚から出土した中世の経筒や銭貨などは平成14年7月4日に県指定の考古資料。